# Брогам
Брогам (англ. brougham, правильное прочтение: Бру́эм) — пассажирский кузов со съёмной частью крыши над передним рядом сидений или вообще без неё, и четырьмя боковыми дверями. Данный вид кузова, в основном, является модификацией кузова типа лимузин, имеет два или три ряда сидений и остеклённую перегородку за первым рядом сидений.

## История

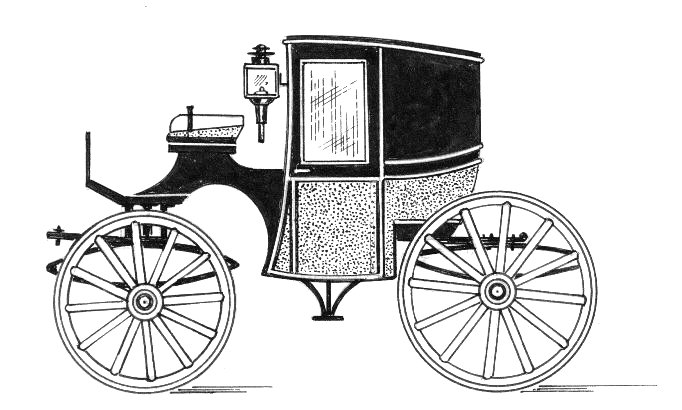
экипаж Брогама

Своё название получил в наследство от одноимённого экипажа, изобретённого в первой половине XIX века английским лордом Брогамом (Brougham). Будучи высокорослым человеком, лорд Брогам часто испытывал затруднения при посадке в карету и выходе из неё. У кареты, как известно, дверь располагается в середине пассажирского салона, а посадочные места - соответственно в передней и задней части. Потому однажды, в 1838 году лорд Брогам по своему эскизу в каретной мастерской "Barker and Company" заказал новый экипаж. Это была сравнительно небольшая закрытая карета, с двухместным сиденьем сразу за дверным проёмом и без боковых окон в задней части салона. Кучер, как и полагалось в то время, находился снаружи. Такой кузов пришёлся по душе каретникам, и они растиражировали его, окрестив экипажем Брогама, или просто «брогамом».
На автомобиле этот тип кузова был впервые применен в США: кузовная компания Уильяма Брюстера в 1905 году начала выпуск машин на французском шасси Delaunay-Belleville с открытым водительским местом и пассажирским салоном без боковых окон.

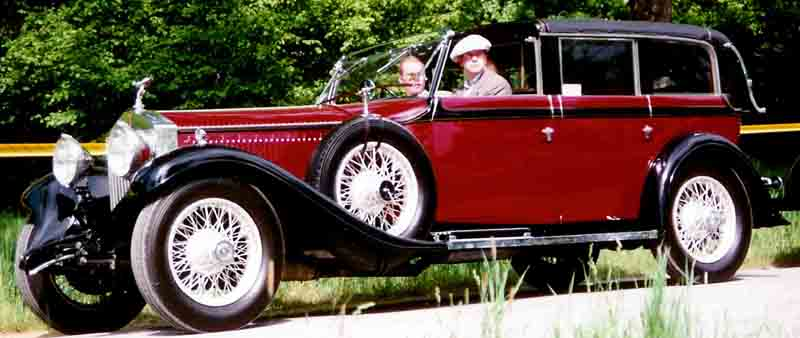
Rolls-Royce Phantom II

Автомобили с таким типом кузова были широко распространены вплоть до Второй мировой войны. Брогамом оснащались шасси самых престижных марок, это были шикарные автомобили, например: Bugatti Type 41 (Royale) Coupé Napoleon; Bugatti Type 41 Coupe de Ville; Rolls-Royce Phantom II.
По окончании войны, когда практичность стала преобладать над роскошью, Brougham прекратил своё существование и сейчас не используется.
Тем не менее, слово "Brougham" продолжали употреблять, но уже для обозначения моделей с улучшенной комфортностью. Так, в 1916 году, впервые был выпущен "Кадиллак - Бруэм", с полностью закрытым кузовом.
Термин "Brougham" активно использовался американскими производителями автомобилей вплоть до середины девяностых годов двадцатого века, после чего неожиданно возник и в названиях заокеанских изготовителей, например: "Daewoo Brougham".